# 삼향읍
삼향읍(三鄕邑)은 전라남도 무안군 남쪽에 있는 무안군 최대 읍이자 전라남도청 소재지이다. 목포시 동쪽, 일로읍의 서쪽 사이에 있다. 읍사무소는 임성리에 있으며, 면적은 44.54 km2, 인구는 3만813명으로 군청이 있는 무안읍보다 약 3배이다. 삼향읍은 크게 부주산과 오룡산을 경계로 북쪽엔 삼향읍내(임성리), 남쪽에는 신도시권인 남악지구(남악리)로 도시권역이 나뉜다.
남악리에 전라남도청이 소재하고 있으며, 남악리에 남악신도시의 남악지구가 조성되어 있고 임성지구는 조성 예정에 있다. 남악리는 군내 유일하게 인구 과다 밀집 지역이며, 무안군의 인구 39.2%가, 삼향읍의 인구 78.8%가 남악신도시에 살고 있다. 남악신도시는 바로 목포시와 함께 이루고 있으며, 읍사무소가 신도시가 있는 남악리에 멀리 떨어져 있어 민원이 불편해 남악리에 남악출장소를 설치했다. 또한 남악신도시 조성으로 인한 남악리의 인구 증가로 2005년, 7,745명에 불과했던 인구가 2011년, 26,423명으로 급증하여 2011년 1월 1일 삼향읍으로 승격되었다.

## 역사
삼향읍은 마한의 삼향현으로부터 불리기 시작했는데 세개의 마을이 하나의 면을 형성했다고 하여 삼향(三鄕)이라고 불렸다고 한다.
- 1910년 : 목포부 편입 64개 동리 관할
- 1914년 4월 1일 : 이로면의 2개리, 일서면 일부를 포함 7개리로 개편 목포부에서 무안군에 편입
- 1962년 11월 21일 : 이로면 2개리(대양, 옥암)를 병합, 9개리 관할
- 1987년 1월 1일 : 대양리와 옥암리를 목포시에 이속, 7개리 관할
- 2005년 11월 11일 : 전라남도청의 이전으로 남악신도시 개발
- 2007년 8월 24일 남악리를 관할하는 남악출장소 설치
- 2011년 1월 1일 : 삼향면이 삼향읍으로 승격

## 법정리
- 임성리
- 남악리: 남악출장소
- 용포리
- 맥포리
- 유교리
- 왕산리
- 지산리

## 주요 기관
- 전라남도청
- 전라남도의회
- 전라남도교육청
- 전라남도경찰청
- 삼향읍사무소
- 삼향읍사무소 남악출장소
- 남악우체국
- 삼향우체국
- 남악119안전센터
- 남악지구대

## 교육 기관
- 남악유치원
- 남악초등학교
- 오룡초등학교
- 삼향초등학교
- 삼향동초등학교
- 삼향북초등학교
- 오룡중학교
- 남악중학교
- 남악고등학교
- 전남예술고등학교

## 대형마트
- 롯데마트 남악점

## 쇼핑
- 롯데아울렛 남악점

## 교통
일로역이 있으며, 또 근처에 임성리역이 있다. 다만 임성리역은 역명과 달리 목포시 옥암동에 있다. 그리고 서해안고속도로와 국도 제1호선, 국도 제2호선이 지나간다.

### 간선 도로
| 구분 | 도로 이름 |
| ---- | --- |
| 대로 | 후광대로 |
| 로   | 임성로, 삼일로, 국사로, 남악3로, 복길로, 삼향로, 삼향중앙로, 오룡산로, 대죽동로, 대죽서로, 영산로, 남악로, 왕산로, 남악4로 |
| 길   | 계두길, 과동길, 곽단길, 극배길, 극포길, 금동길, 금동안길, 남악영산길, 대안길, 덕산길, 덕영길, 마동길, 맥포길, 복룡길, 삼향공단길, 상용길, 석교길, 석매길, 송산길, 송죽길, 수련길, 신기길, 어진누리길, 오룡1길, 오룡2길, 오룡3길, 오룡5길, 오룡길, 오룡동길, 왕산길, 용계길, 용포길, 원지산길, 월계길, 월호길, 유교길, 으뜸길, 이동길, 장곡길, 종월길, 죽림길, 중등포길, 중산길, 지산길, 진등길, 평산길, 후정길, 초의길, 오룡4길 |